# جيريمياه غرين
جيريمياه غرين (بالإنجليزية: Jeremiah Green)‏ هو موسيقي أمريكي، ولد في 4 مارس 1977 في أواهو في الولايات المتحدة.

## وصلات خارجية
- جيريمياه غرين على موقع IMDb (الإنجليزية)
- جيريمياه غرين على موقع الموسوعة البريطانية (الإنجليزية)
- جيريمياه غرين على موقع ميوزك برينز (الإنجليزية)
- جيريمياه غرين على موقع ديسكوغز (الإنجليزية)